# Газаневщина
Газаневщина — выставочная деятельность ленинградских художников-нонконформистов на официально разрешенных площадках ДК им. Газа и ДК «Невский», давшая объединительное название «Газаневщина», в более широком смысле неофициальная художественная культура Ленинграда в 1970-е-1980-е годы — «газаневская культура».
Легендарные выставки неофициального ленинградского искусства в СССР стали важными событиями ленинградской независимой культуры и вызвали всплеск общественного интереса к современному искусству в широком многообразии направлений — от абстракционизма до поп-арта. Обозначили начало разрушения могущественной системы соцреализма в искусстве советского периода. Определили новый этап существования советского андеграунда. Оказали влияние на развитие не только российской, но и мировой культуры.

## Выставки
Первая выставка состоялась в Ленинграде, в ДК имени И. И. Газа, 22—25 декабря 1974 года и стала настоящей сенсацией.
Группа неофициальных художников-нонконформистов, возглавляемая Ю. Жарких, обратилась к властям с требованием предоставить возможность выставиться всем желающим. Решимость художников, длительные переговоры, а также возможность международного скандала после событий в Москве (Бульдозерная выставка), вынудили власти разрешить выставку. 52 художника представили зрителям 220 своих произведений. Четырёхдневная экспозиция в условиях полнейшей информационной блокады вызвала огромный зрительский интерес — многочасовые очереди, около 15 тысяч посетителей, подробные репортажи в иностранной прессе.
Несмотря на разброс стилей (русский авангард и русская икона, абстракционизм и поп-арт, сюрреализм и салон), выставку объединила борьба за право каждой творческой личности на самовыражение. Свобода ощущалась в каждом произведении, выставка прозвучала мощным взрывом внутренней духовной энергии, стала глотком свежего воздуха, стимулом к консолидации инакомыслящих.
В последний день выставки ее посетил первый секретарь Ленинградского обкома КПСС Г. В. Романов. После закрытия выставки состоялось её обсуждение, на котором присутствовали участники выставки и маститые мэтры ЛОСХа (Лукин, Крестовский, Каганович, Угаров и др.). Нонконформисты требовали права официально выставляться для всех отечественных художников. Официальные лица в ответ упрекали их в непрофессионализме, формализме, буржуазной направленности, чуждой Союзу советских художников. Е. Ковтун, исследователь русского искусства авангарда, выступил в защиту новаторства нон-конформистов.
- В выставке в ДК им. Газа приняли участие: А. Арефьев, В. Афанасьев, А. Басин, А. Белкин, В. Богатырев, Г. Богомолов, Л. Болмат, В. Видерман, Я. Виньковецкий, В. Гаврильчик, Ю. Галецкий, А. Геннадиев, Е. Горюнов, Е. Гриценко, Ф. Гуменюк, И. Дакиневичуйте, Ю. Дышленко, Е. Есауленко, Ю. Жарких, Е. Захарова, Г. Зубков, Игорь Иванов, Илья Иванов, А. Исачев, Т. Керник, А. Кожин, В. Кубасов, Б. Купин, Г. Лакин, В. Леонов, Н. Любушкин, Т. Мамонова, А. Манусов, В. Михайлов, Ю. Никшюл, В. Овчинников, А. Окунь, В. Пермяков, Ю. Петроченков, А. Рапопорт, И. Росс, В. Рохлин, Е. Рухин, Н. Сажин, В. Сбитнев, И. Синявин, В. Смирнов, В. Соловьева, Г. Устюгов, В. Филимонов, В. Шагин и др.

Вторая выставка ленинградских художников-нонконформистов состоялась в ДК «Невский» 10—20 сентября 1975 года и закрепила успех предыдущей. В ней участвовало более 80 художников и было значительно больше картин. На выставку посетителей пускали партиями. Общий сеанс длился 40 минут. Учитывая большое количество картин, на просмотр каждой в среднем приходилось 6 секунд.
Организаторы выставки — Ю. Жарких, А. Леонов, Н. Любушкин, Е. Рухин, В. Овчинников.
- В выставке в ДК «Невский» приняли участие: Е. Абезгауз, В. Афанасьев, В. Афоничев, А. Басин, А. Белкин, Э. Берсудский, Г. Богомолов, Л. Болмат, Л. Борисов, Ж. Бровина, В. Бугрин, А. Васильев, В. Видерман, Г. Восков, В. Гаврильчик, Ю. Галецкий, А. Геннадиев, В. Герасименко, В. Гоосс, Ю. Гобанов, Е. Горюнов, О. Григорьев, Е. Гриценко, Ф. Гуменюк, А. Гуревич, А. Данов, Ю. Дышленко, В. Егоров, Е. Есауленко, Ю. Жарких, Н. Жилина, Г. Захаров, Е. Захарова, А. Зильбер, Г. Зубков, Игорь Иванов, Г. Иванова, А. Исачев, С. Казаринов, Ю. Календарев, В. Клеверов, Ю.Козлов, А. Коломенков, Т. Корнфельд, А. Красильщиков, В. Кубасов, Б. Купин, А. Леонов, Н. Лощилов, Н. Любушкин, О.Лягачев, Т. Мамонова, А. Манусов, Г. Маркелов, А. Маслов, Ю. Медведев, В. Михайлов, В. Мишин, Саша Морев, В. Некрасов, Ю. Никшюл, В. Овчинников, А. Окунь, Сима Островский, М. Петренко, Ю. Петроченков, Д. Плаксин, А. Полушкин, А. Путилин, Б. Рабинович, А. Рапопорт, И. Росс-Захаров[англ.], В. Рохлин, Е. Рухин, Ю. Рыбаков, В. Слепушкин, В. Смирнов, Б. Стародубцев, И. Тюльпанов, М. Цэруш, М. Чигаркин, В. Шагин, С. Шефф, О. Шмуйлович, ЮПП (М. Таранов), И. Ясеницкий и др.

#### Мемориальные
- «Газаневщина 1974—2004» — ЦВЗ «Манеж» (Санкт-Петербург, 2004)